# 베르사체

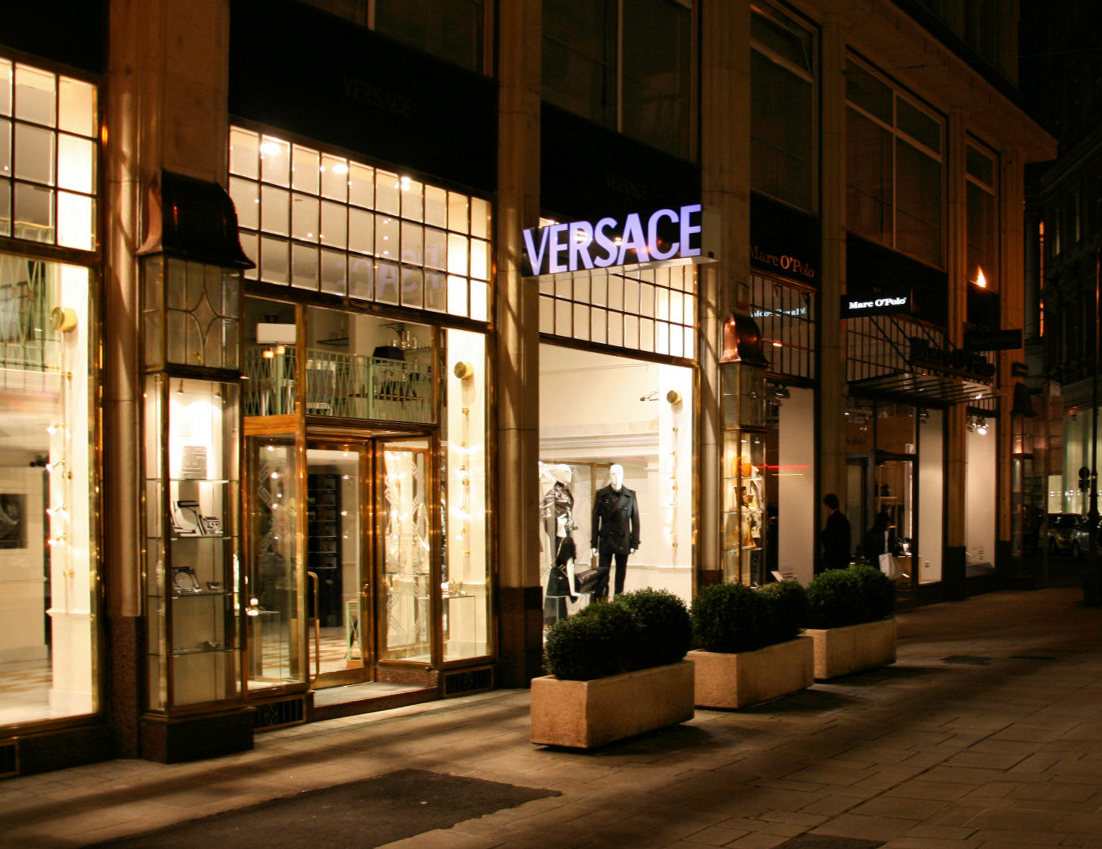

잔니 베르사체(이탈리아어: Gianni Versace)는 1978년 잔니 베르사체에 의해 설립된 이탈리아의 하이엔드 명품 패션 브랜드로, 베르사체라고 총칭된다.